# Kristian Lauvik Gjelstad
Kristian Lauvik Gjelstad (geboren am 27. Februar 1998) ist ein norwegischer Telemarker.

## Werdegang
Sein Debüt im Telemark-Weltcup gab Kristian Lauvik Gjelstad am 26. Januar 2016 im französischen La Plagne in einem Parallelsprint. Einen Tag später konnte er mit Platz 30 im Sprint seinen ersten Weltcuppunkt erzielen. Gjelstad nahm an der Telemark-Juniorenweltmeisterschaft 2016 in Les Contamines-Montjoie teil und schied im Parallelsprint im Sechzehntelfinale aus. Erfolgreicher verliefen die Titelkämpfe der Junioren 2017 in Rjukan mit dem Gewinn zweier Medaillen: Zunächst gewann er am 1. März 2017 im Classic die Silbermedaille hinter Guillaume Issautier und wurde einen Tag später Juniorenweltmeister im Sprint. Im abschließenden Parallelsprint schied er im Viertelfinale aus. Daneben startete er in der Saison 2016/17 zu mehreren Wettkämpfen im Weltcup, wobei ein 15. Platz im Sprint von Hurdal sein bestes Resultat war. Im Anschluss an die Weltcup-Saison trat er bei der Telemark-Weltmeisterschaft 2017 in La Plagne an, dabei schied er im Sechzehntelfinale des Parallelsprints aus und belegte im Classic den 26. sowie im Sprint den 30. Rang.
2017/18 gehörte Gjelstad zur Stammbesetzung des norwegischen Weltcupteams. Er konnte sich regelmäßig in den Punkterängen klassifizieren und erreichte im Gesamtweltcup den 14. Platz. Bei der Telemark-Juniorenweltmeisterschaft 2018 in Mürren blieb ihm der Gewinn einer Medaille verwehrt.

## Statistik

### Telemark-Weltmeisterschaft
- La Plagne 2017: Sechzehntelfinale Parallelsprint, 26. Classic, 30. Sprint

### Telemark-Juniorenweltmeisterschaft
- Les Contamines-Montjoie 2016: Sechzehntelfinale Parallelsprint
- Rjukan 2017: 1. Sprint, 2. Classic, Viertelfinale Parallelsprint
- Mürren 2018: Viertelfinale Parallelsprint, 8. Sprint

### Weltcup-Platzierungen
In bislang 27 absolvierten Wettkämpfen im Telemark-Weltcup erzielte Gjelstad keine Podiumsplatzierung (Stand: Saisonende 2017/18).
| Saison  | Gesamt | Gesamt | Classic | Classic | Classic Sprint | Classic Sprint | Parallelsprint | Parallelsprint | Riesenslalom | Riesenslalom |
| Saison  | Platz  | Punkte | Platz   | Punkte  | Platz          | Punkte         | Platz          | Punkte         | Platz        | Punkte       |
| ------- | ------ | ------ | ------- | ------- | -------------- | -------------- | -------------- | -------------- | ------------ | ------------ |
| 2015/16 | 50.    | 021    | –       | –       | 48.            | 016            | 44.            | 005            | –            | –            |
| 2016/17 | 41.    | 057    | 38.     | 014     | 37.            | 033            | 45.            | 010            | –            | –            |
| 2017/18 | 14.    | 229    | 12.     | 073     | 14.            | 126            | 30.            | 030            | –            | –            |